# Luba (lud)
Luba (zwani także Baluba) – ludność w Afryce Środkowej, należąca do grupy ludów Bantu, zamieszkująca głównie Demokratyczną Republikę Konga, na obszarze od dorzecza Kasai, po środkową Lualabę. Populacja ludu Luba liczy ok. 10,2 mln osób (2011). Dzieli się na trzy odłamy: Luba-Kasai, Luba-Katanga i Luba-Hemba.
Sąsiaduje z ludami: Chokwe, Ndembu, Kaonde, Bemba, Tabwa, Hemba, Songye, Lunda.

## Historia
Afrykańskie Królestwo Baluba zostało prawdopodobnie utworzone na początku XVI w. przez lud Luba. Podbite przez plemiona Basonge, odrodziło się ok. 1585 roku. W końcu XIX w. zdobyte przez Belgów, odtąd w Kongu Belgijskim.

## Gospodarka
Podczas szczytu swego panowania, imperium Luba funkcjonowało w oparciu o złożony system daniny, który działał na rozprowadzenie bogactwa po całym regionie. Klasa rządząca miała monopol na wykorzystanie surowców, takich jak sól, miedź i rudy żelaza, jako jednostki handlowe, co pozwoliło im utrzymać dominację w regionie. Luba to mieszkańcy sawanny i lasów, którzy zajmują się polowaniem, rolnictwem, hodowlą zwierząt, a także rybołówstwem w rzece i dorzeczu Kongo. Ważnym elementem życia plemienia jest rzeźba w drewnie.

## Galeria

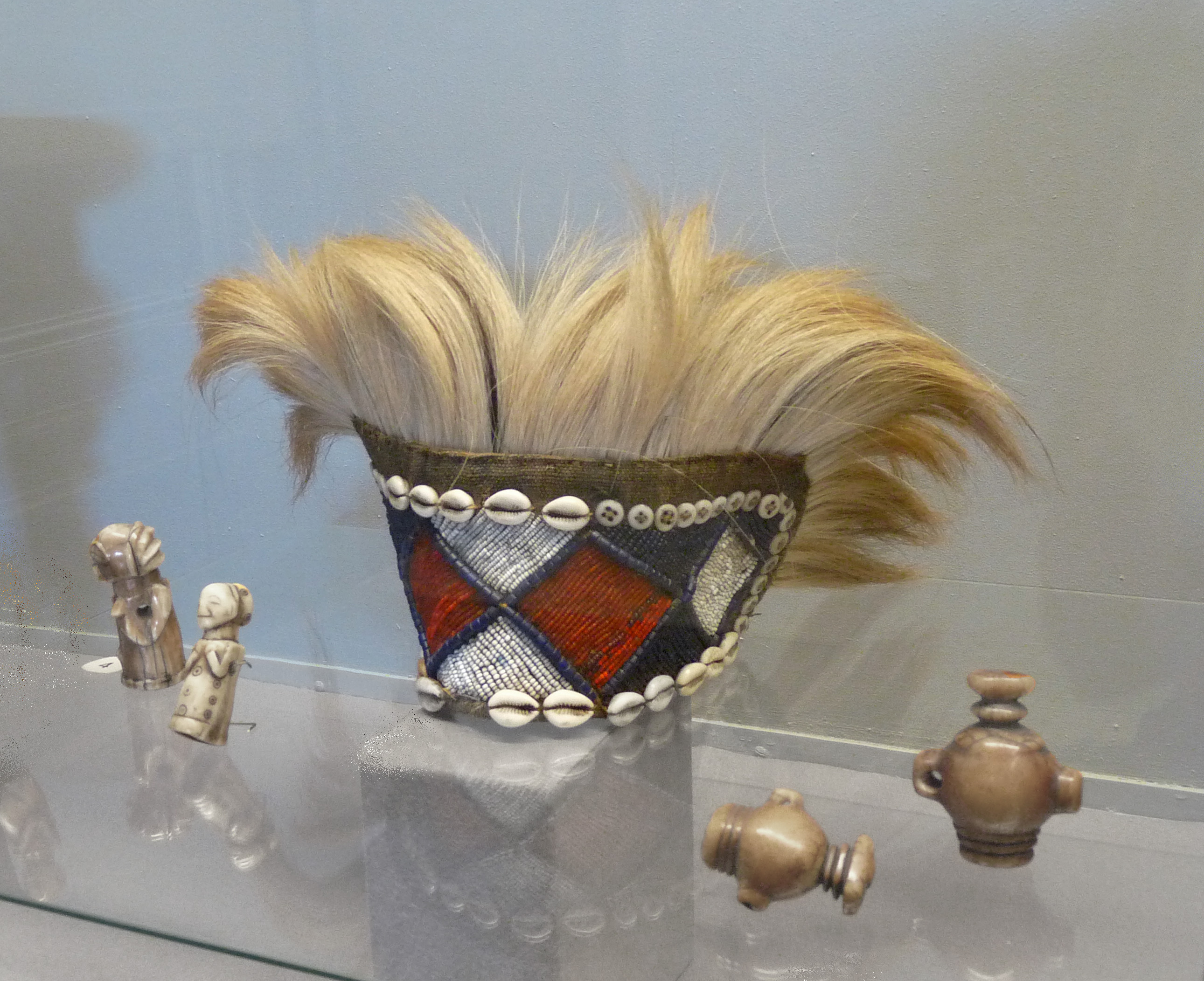
Coiffure Luba na wystawie w Królewskim Muzeum Afryki Środkowej.
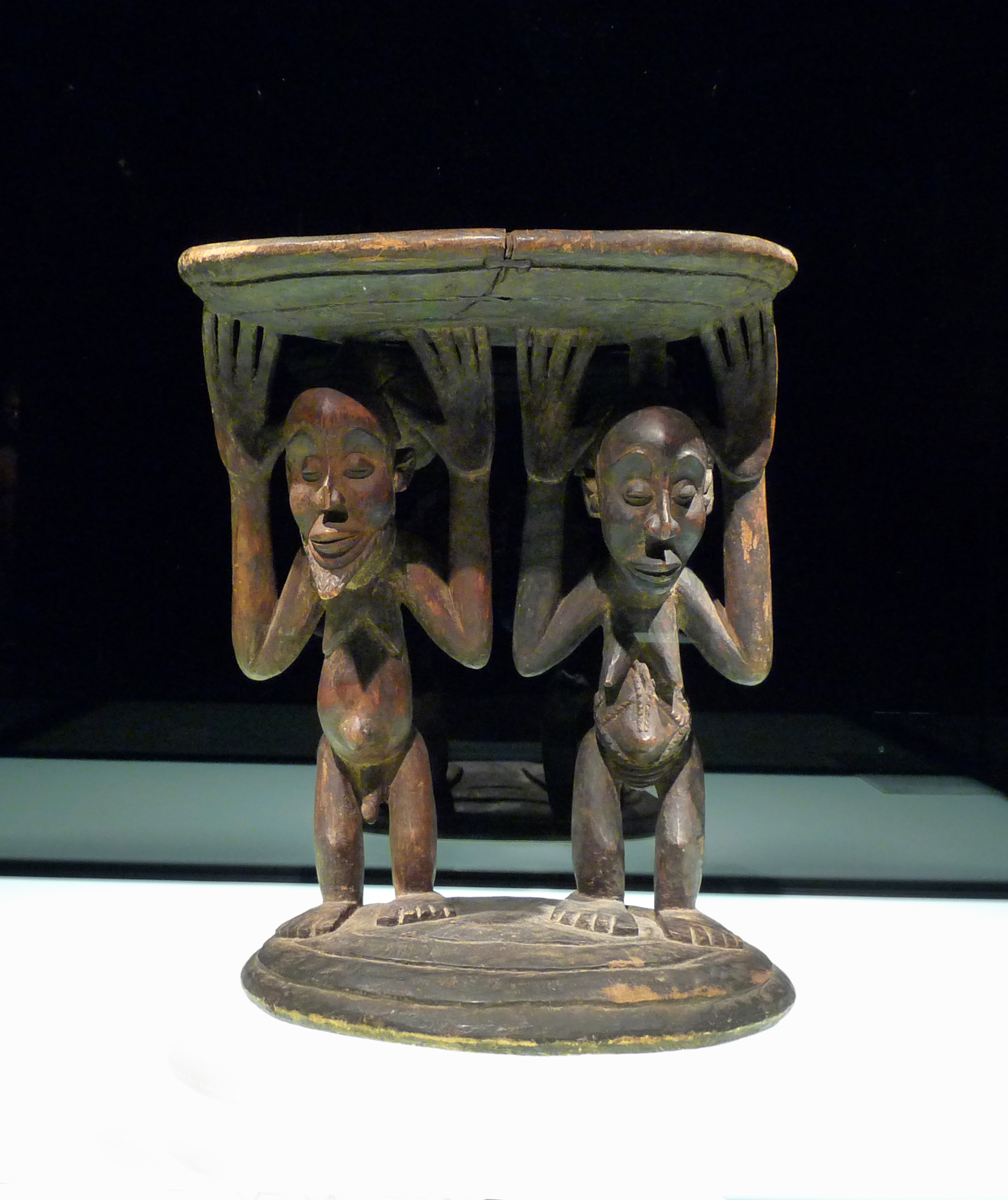
Taboret kariatydowy w Muzeum Etnologicznym w Berlinie.
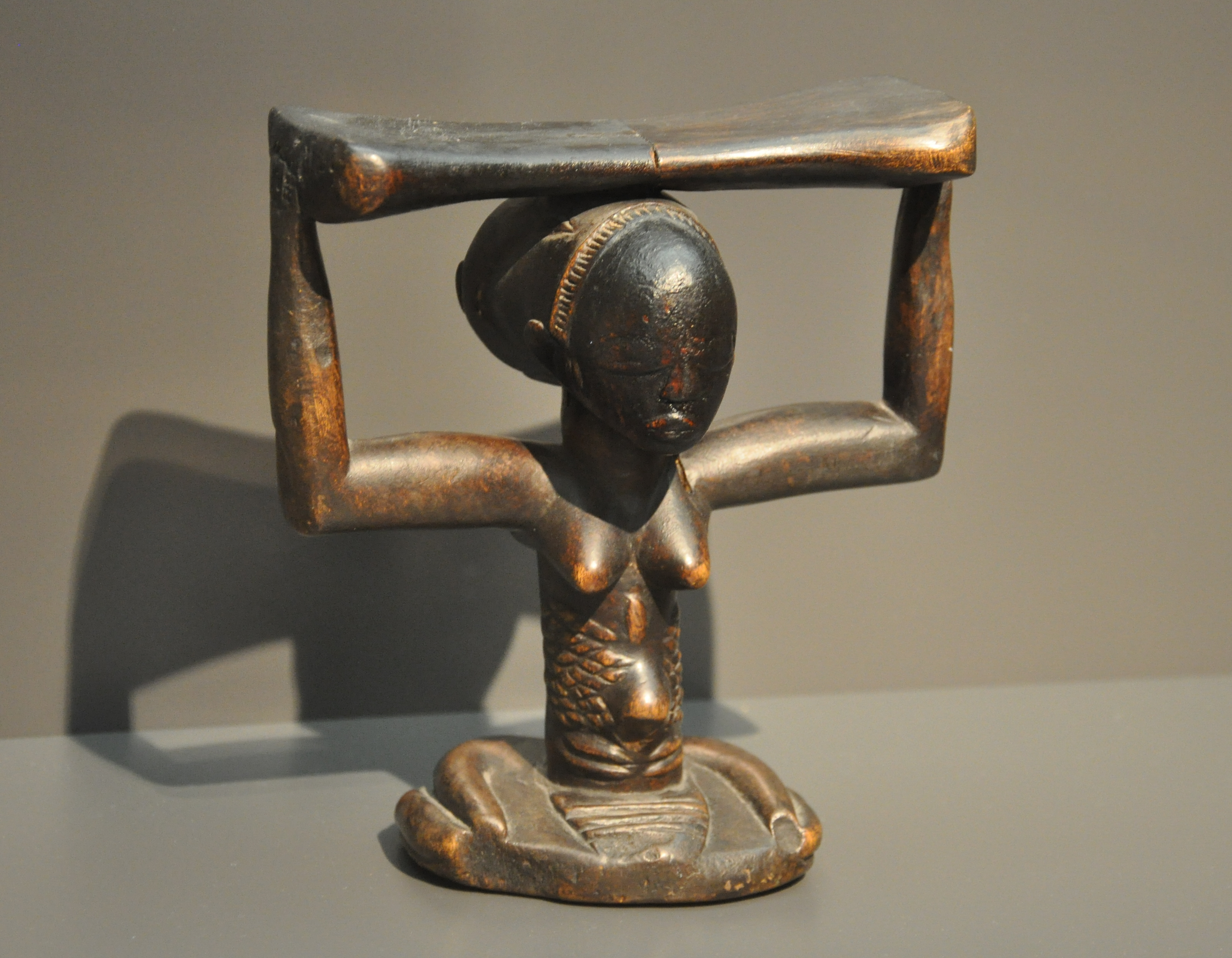
Statuetka w Museum Rietberg, w Zurychu.
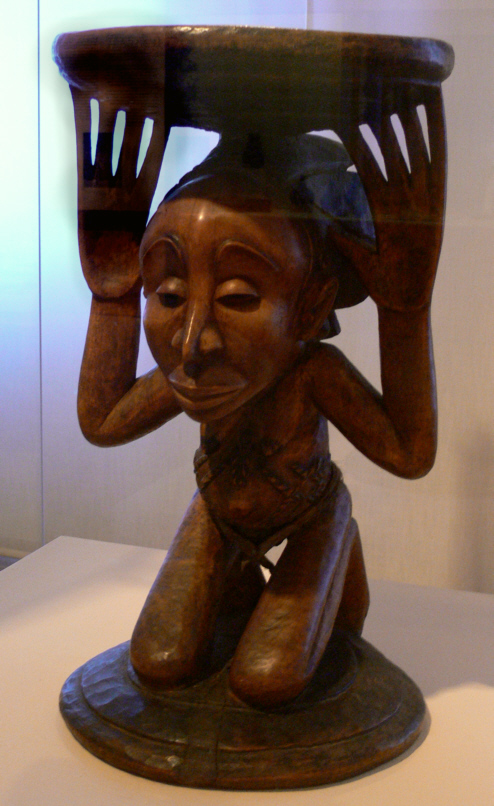
Taboret kariatydowy w Linden Museum.
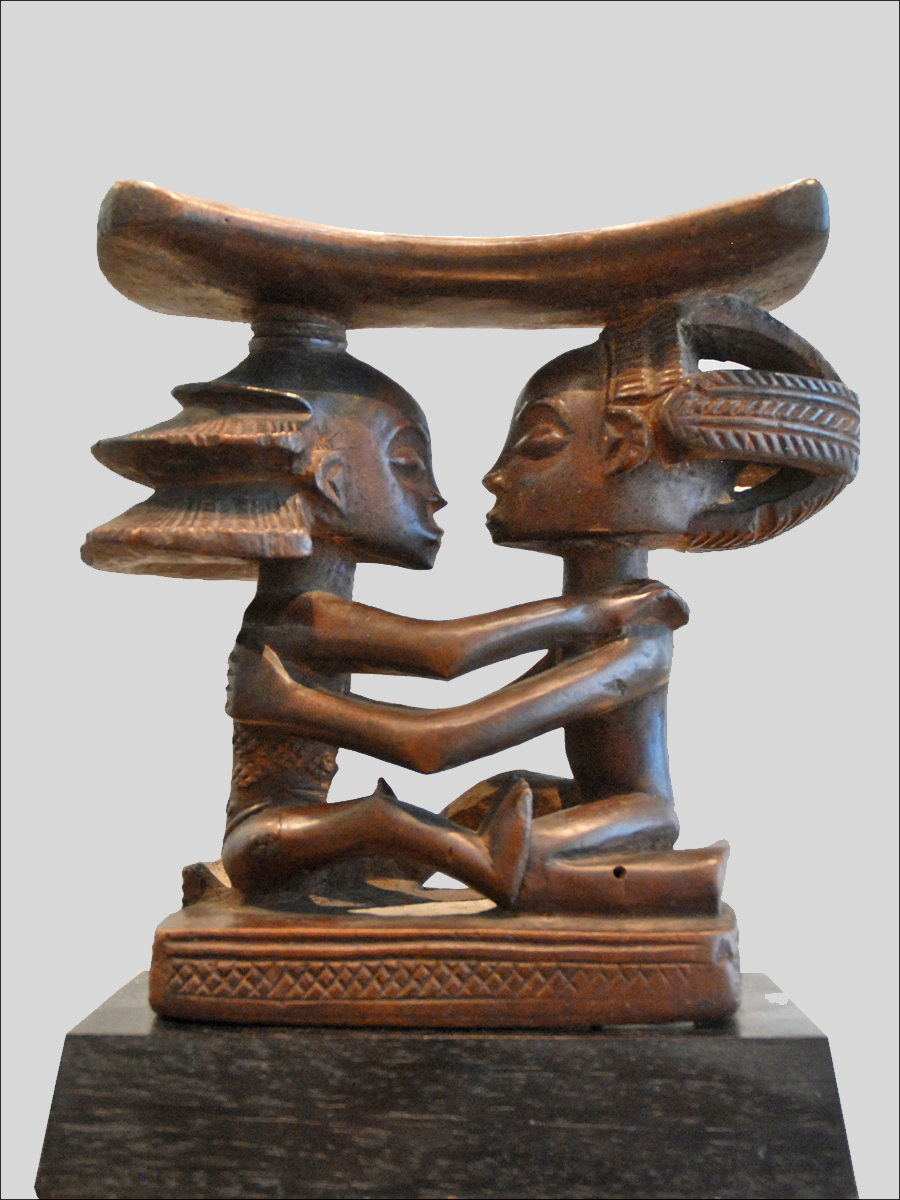
Statuetka w Musée du quai Branly.
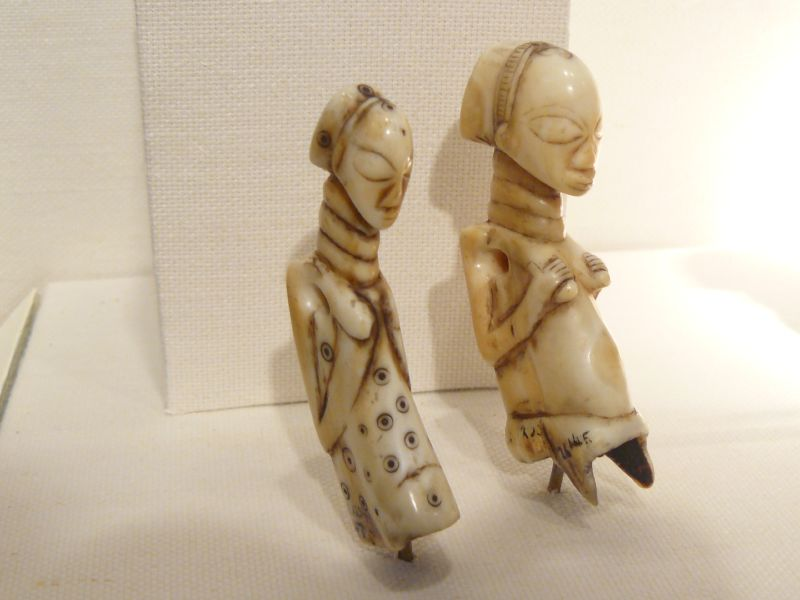
Rzeźbione zęby hipopotama w Brooklyn Museum.